# Conhecimento explícito
Conhecimento explícito é o conhecimento que já foi ou pode ser articulado, codificado e armazenado de alguma forma em alguma mídia. Ele pode ser prontamente transmitido para outras pessoas. A informação contida nas enciclopédias (incluindo a Wikipédia) é um bom exemplo do conhecimento explícito. O conhecimento explícito refere ao conhecimento formal, sistemático, expresso por números e palavras. É facilmente comunicado e compartilhado em dados, informações e modelos. 

## Formas
As formas mais comuns do conhecimento explícito são os manuais, documentos, jornais e procedimentos.
O conhecimento pode ser também áudio-visual. Trabalhos de arte e desenhos de produtos podem ser vistos como outras formas de conhecimento explícito onde habilidades humanas, motivos e conhecimento são externalizados.